# Покусінський Олексій Михайлович
Олексій Михайлович Покусінський (нар. 12 січня 1971) — український художник, дизайнер, педагог, науковець, дослідник.  Член міжнародної асоціації «Союз дизайнерів», «Спілки дизайнерів Придністров'я», «Спілки фотохудожників Придністров'я», «Спілки художників Придністров'я». Чоловік Людмили Покусінської.

## Життєпис
Олексій Покусінський народився 12 січня 1971 року.
Закінчив Одеське державне художнє училище (1989), Львівську академію мистецтв (1996).
Від 1999 — у філії Придністровського державного університету (м. Рибниця, Молдова). Член Державної атестаційної комісії.

## Творчість
Від 1996 року веде активну творчу діяльність, учасник міських, республіканських та міжнародних і міських виставок, конкурсів.
Автор дизайнерських проєктів, серед яких:
- герб і прапор м. Рибниця (2003, у співавторстві);
- логотип «Придністровській Молдавській Республіці 15 років»; автор-упорядник книги «Художники Придністров'я»; автор герба і прапора ММЗ (у співавторстві);
- дизайн і комп'ютерна верстка книги «Важкий шлях до вершин» (2005, 20 років ММЗ);
- логотипу «Міністерство освіти ПМ», автор логотипу «Дні Придністров'я в Москві» (2006);
- дизайн і комп'ютерна верстка буклета «ПГУ ім. Т. Г. Шевченка»; дизайн і комп'ютерна верстка буклета «ПГУ ім. Т. Г. Шевченка, кафедра ДПІ» (2008);
- ідейний задум, художнє оформлення, макет і комп'ютерна верстка книги «Образотворче мистецтво Придністров'я» (2010);

Автор-упорядник книги «Сергій Панов, живопис, графіка» (2011). Творчі роботи публікуються, три мальовничих полотна Олексія Михайловича з серії «Соняшники», і чотири з серії «Рідне Придністров'я» перебувають у колекції Республіканської картинної галереї ім. А. В. Лосєва.
Співавтор книги «Борщівська народна сорочка. Матеріали. Крій. Техніка шитва. Колекція Борщівського краєзнавчого музею» (2013).

## Нагороди
- Всеукраїнська літературно-мистецька премія імені Братів Богдана та Левка Лепких (2016) — за монографію «Борщівська народна сорочка. Матеріали. Крій. Техніка шитва. Колекція Борщівського краєзнавчого музею» (2012)[1];
- Тернопільська обласна премія імені Ярослави Музики (2016)[2];
- переможець Республіканського конкурсу «Логотип до 20-річчя ПМР» (2009);
- переможець Республіканського конкурсу «Кращий працівник системи освіти ПМР» в номінації «Кращий в професійному мистецтві» (2010);
- переможець Міжнародного конкурсу крижаної скульптури «TOWN ON ICE» (2010, м. Бакуріані, Грузія);
- лауреат Державної конкурсу «Рідне Придністров'я» (фотографія) (2011).